# モンゴル国の警察
モンゴル国の警察（もんごるこくのけいさつ）について、以下に述べる。

## 概要
警察官の採用資格は、義務教育を終えた17歳以上で、身体健康な者とされる。勢い、牧村出身の青年が志願することになる。警察では、軍隊組織が採用され、軍と同様の階級が使用される。社会主義時代の警察は、軍と並んで、国家の秩序を維持する職業として尊敬された。体力の要る職業なので、定年は軍と同様45歳。
モンゴル警察の最大の特徴は、民事不介入の原則がないことである。事件であれ、事故であれ、トラブルが発生した場合には、まず警察が呼ばれる。法的手段は警察が一括して受理し、刑事と民事に振り分ける。
ウランバートル市内の、ライオン橋の周辺は、職務質問の名所である。職務質問は、所持品検査から始まり、不審物は躊躇なく没収する。